# Tordesillas

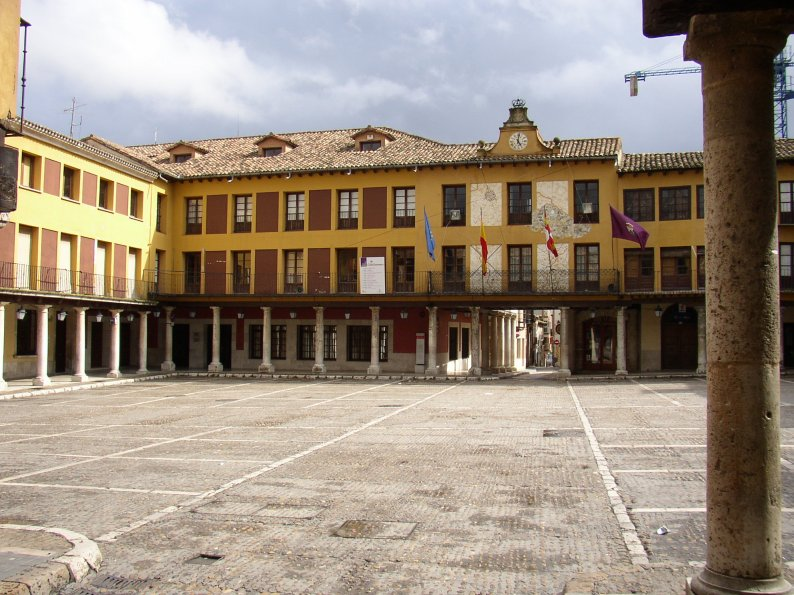
Plaza Mayor

Tordesillas – miasto w północno-zachodniej Hiszpanii. W 2005 roku liczyło 8,6 tys. mieszkańców.
W Tordesillas zawarto w 1494 roku traktat pomiędzy Portugalią a Hiszpanią (traktat z Tordesillas), w którym ustalono podział nowo odkrywanych, pozaeuropejskich terytoriów i mórz według linii biegnącej 370 mil (ok. 2 tys. km) na zachód od Wysp Zielonego Przylądka (w przybliżeniu jest to południk 48-49°W). Obszary na zachód od tej linii przypadały Hiszpanii, a na wschód od niej Portugalii.
Traktat ten korygował postanowienia bulli papieża Aleksandra VI z 1493 roku na korzyść Portugalii, przez co dał jej po roku 1500 podstawę do kolonizowania wybrzeży brazylijskich.
Układ ten był dokumentem normującym stosunki pomiędzy Hiszpanią a Portugalią i rozdzielającym pomiędzy te państwa ziemie zdobyte w okresie Wielkich Odkryć Geograficznych.
W Tordesillas przez swojego ojca Ferdynanda II Katolickiego oraz syna Karola V w okresie od 1509 aż do swojej śmierci w 1555 była więziona królowa Hiszpanii Joanna Szalona.

## Miasta partnerskie
- Hagetmau, Francja
- Setúbal, Portugalia